# Retorta e Tougues
Retorta e Tougues (oficialmente: União das Freguesias de Retorta e Tougues) é uma freguesia portuguesa do município de Vila do Conde, com 6,55 km² de área e 2044 habitantes (censo de 2021). A sua densidade populacional é 312,1 hab./km².

## História
Foi constituída em 2013, no âmbito de uma reforma administrativa nacional, pela agregação das antigas freguesias de Retorta e de Tougues.

## Demografia
A população registada nos censos foi:
| Distribuição da População por Grupos Etários | Distribuição da População por Grupos Etários | Distribuição da População por Grupos Etários | Distribuição da População por Grupos Etários | Distribuição da População por Grupos Etários | Distribuição da População por Grupos Etários |
| -------------------------------------------- | -------------------------------------------- | -------------------------------------------- | -------------------------------------------- | -------------------------------------------- | -------------------------------------------- |
| Antes da agregação                           |                                              |                                              |                                              |                                              |                                              |
| Ano                                          | 0-14 anos                                    | 15-24 anos                                   | 25-64 anos                                   | >= 65 anos                                   | Total                                        |
| 2001                                         | 325                                          | 254                                          | 1011                                         | 220                                          | 1810                                         |
| 2011                                         | 353                                          | 237                                          | 1202                                         | 260                                          | 2052                                         |
| Após a agregação                             |                                              |                                              |                                              |                                              |                                              |
| Ano                                          | 0-14 anos                                    | 15-24 anos                                   | 25-64 anos                                   | >= 65 anos                                   | Total                                        |
| 2021                                         | 288                                          | 226                                          | 1165                                         | 365                                          | 2044                                         |